# NS Savannah
El NS Savannah fue un buque carguero mixto estadounidense y la primera embarcación de superficie de su tipo, de este país en ser equipada con un reactor nuclear como suministro de energía para su planta de propulsión. Hoy en día es un buque museo anclado en Baltimore.

## Historia

El NS Savannah pasando bajo el puente Golden Gate en 1962.

El NS Savannah fue bautizado con ese nombre en remembranza del SS Savannah (1819), un buque experimental que usó maquinaria de vapor para cruzar el océano Atlántico.
El diseño del NS Savannah comenzó sobre los tableros de dibujo en 1952, apenas 7 años de haber sido usada la fisión nuclear como una letal arma de guerra durante la Segunda Guerra Mundial sobre el Japón.
El presidente de los EE.UU, Dwight D. Eisenhower aprobó en 1955 un presupuesto de 46,9 millones de dólares para la construcción de un moderno buque de carga equipado con un reactor nuclear como una forma de demostrar al mundo que la energía nuclear se podía usar en forma pacífica.
No obstante y adicionalmente, EE. UU. no quería quedarse atrás en esta aplicación puesto que la Unión Soviética había botado en 1957 y puesto en servicio en 1959 al Rompehielos Lenin, el primer navío del mundo en llevar propulsión basada en la energía nuclear.
El NS Savannah fue diseñado por el ingeniero naval, George G. Sharp, como un buque de línea de formas muy lanzadas que le confirió una apariencia muy futurista, carente de chimeneas o sistemas de emisión de humos, una imponente proa atlántica y amplias cubiertas. El NS Savannah no fue diseñado para ser un buque comercialmente competente, si no al contrario; fue realizado para que diera una fuerte impresión visual de la tecnología vanguardista estadounidense.
El NS Savannah poseía un comedor para 100 pasajeros, aire acondicionado, treinta camarotes que podían alojar a 3 pasajeros cada uno y con piscina, terrazas amplias, sala de cine y otras zonas de confort, en resumen, equipado como un transatlántico de línea.

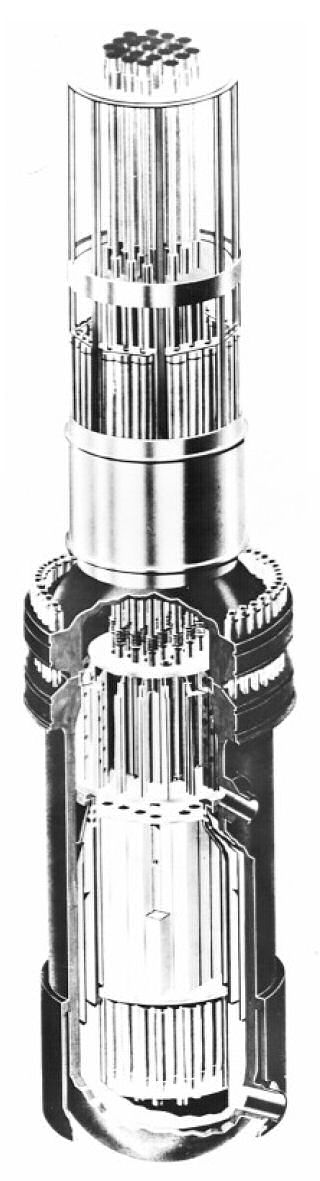
Reactor nuclear del NS Savannah

El casco y superestructura pintanda en blanco albo fue construido por el astillero New York Shipbuilding Corporation  en Camdem, New Jersey, bajo los métodos convencionales de construcción naval.
La empresa que construyó la central del reactor fue Babcock & Wilcox y la turbina de vapor fue construida por la empresa Alfa Laval.
Su reactor estaba ubicado cubiertas abajo del puente de mando, las medidas de seguridad fueron llevadas al máximo en cuanto a emergencias por fugas y su economía en combustible, por supuesto, fue impresionante al ahorrar cientos de miles de dólares en millones de litros de petróleo diésel si hubiese sido de propulsión convencional.
Su maquinaria estaba controlada por tableros de comandos tipo TCL que gobernaban cada una de las partes del sistema, la energía nuclear se transformaba en calor que servía para generar vapor que hacía rotar un sistema de turbinas que impulsaban una única hélice.
Paradójicamente, el buque que debía ahorrar miles de dólares en combustible fósil tenía una planta de energía nuclear que se llevaba los altos costos de mantenimiento y entrenamiento continuo del personal de maquinarias quienes eran todos ingenieros y físicos nucleares, adicionalmente durante las labores de cabotajes, el NS Savannah debía adquirir permisos especiales para realizar operaciones de atraque y de carga ya que los riesgos de su unidad nuclear estaban muy prejuiciados y sobredimendimensionados debido a los efectos devastadores de la bomba atómica, muy presentes en la psique colectiva en plena Guerra Fría.
Era de prever que el uso de la energía nuclear en buques comerciales fuera considerada un fracaso por estos motivos.
Su viaje inaugural fue el 31 de enero de 1962, el Savannah operó por 5 años solamente debido a que los costos de mantenimiento del sistema del reactor y los problemas de operación terminaron por condenar al buque al fracaso y a relegarlo a convertirse en un pontón con potencial de riesgo radioactivo. Adicionalmente, los desechos radioactivos generados superaron las estimaciones, estos inicialmente se lanzaban en cápsulas al mar; pero finalmente fueron confinados en bodegas especiales del buque hasta un redestino más acorde con el medio ambiente.
El NS savannah fue la única embarcación de superficie civil estadounidense en tener un reactor nuclear, ya que no se fabricaron más unidades, a excepción de las aplicaciones militares como es el caso del USS Nautilus (SSN-571) y de los submarinos clase Skate y de ahí en adelante, algunas unidades navales menores y el portaviones USS Enterprise (CVN-65) dado de baja en 2013, y los posteriores portaaviones de la clase Nimitz.
El USS Savannah fue entonces enviado a Baltimore, donde después de muchos años (2008), se le consideró libre de riesgos radioactivos y transformado en un buque museo hasta el día de hoy.
No obstante lo anterior, el uso de la energía atómica para prosulsión naval civil alcanzó éxito en la Unión Soviética al ser aplicados en rompehielos de gran tonelaje, el rompehielos Lenin operó con éxito por 30 años y fue la base para el desarrollo de la clase Artika.